# Kivijärvi (sjö i Jämsä, Mellersta Finland)
Kivijärvi är en sjö i Finland. Den ligger i kommunen Jämsä i landskapet Mellersta Finland, i den södra delen av landet, 190 km norr om huvudstaden Helsingfors. Kivijärvi ligger 159,2 meter över havet. Den ligger vid sjön Launiojärvi. I omgivningarna runt Kivijärvi växer i huvudsak blandskog. Arean är 2,2 hektar och strandlinjen är 0,95 kilometer lång. Sjön  ingår i Kumo älvs huvudavrinningsområde. 
I övrigt finns följande vid Kivijärvi:
- Launiojärvi (en sjö)